# Kaos (manga)
Pour les articles homonymes, voir Kaos.
Kaos (未来人カオス, Miraijin Kaosu), sous-titré Le Robinson du futur, est un shōnen manga créé par Osamu Tezuka et prépublié dans le Weekly Shōnen Magazine entre le 14 avril 1978 et le 1er janvier 1979,  puis publié par Kōdansha dans la collection des Œuvres complètes de Tezuka en trois volumes reliés entre août 1978 et août 1979. La version française est éditée en trois tomes par Cornélius entre juin 2008 et avril 2009.

## Publication
Initialement prépublié dans le Weekly Shōnen Magazine entre le 14 avril 1978 et le 1er janvier 1979, le manga est publié par Kōdansha dans la collection des Œuvres complètes de Tezuka en trois volumes reliés entre août 1978 et août 1979. La série est rééditée en deux volumes par Kōdansha en 1999, puis une nouvelle fois au format bunko en 2011.
La version française est éditée en trois tomes par Cornélius entre juin 2008 et avril 2009.

### Liste des volumes
| no | Japonais       | Japonais          | Français         | Français          |
| no | Date de sortie | ISBN              | Date de sortie   | ISBN              |
| --- | -------------- | ----------------- | ---------------- | ----------------- |
| 1 | 31 août 1978   | 978-4-06-108731-6 | 26 juin 2008     | 978-2-915492-57-6 |
| Liste des chapitres : 1. La fin d'une amitié 2. Dix années se sont écoulées 3. Sur la planète-prison 4. La disparition d'Elanba 5. Le prix de la solitude 6. Moozal l'extra-terrestre                                               |                |                   |                  |                   |
| 2 | 30 mars 1979   | 978-4-06-108732-3 | 28 novembre 2008 | 978-2-915492-71-2 |
| Liste des chapitres : 1. La Bédelgo (première partie) 2. La Bédelgo (deuxième partie) 3. Le clochard-général 4. Le piège (première partie) 5. Le piège (deuxième partie) 6. L'émissaire de la planète Daphnès 7. Face à face        |                |                   |                  |                   |
| 3 | 20 août 1979   | 978-4-06-108733-0 | 23 avril 2009    | 978-2-915492-72-9 |
| Liste des chapitres : 1. Le goût de la trahison 2. Le terrible effet Ketcha 3. Le coup d'État (première partie) 4. Le coup d'État (deuxième partie) 5. Kaos, marchand du cosmos 6. Un siècle s'achève 7. Deux hommes dans l'univers |                |                   |                  |                   |

### Édition japonaise
Kōdansha
1. 1 2  (ja) « Tome 1 »(Archive.org • Wikiwix • Archive.is • Google • Que faire ?).
2. 1 2  (ja) « Tome 2 »(Archive.org • Wikiwix • Archive.is • Google • Que faire ?).
3. 1 2  (ja) « Tome 3 »(Archive.org • Wikiwix • Archive.is • Google • Que faire ?).

### Édition française
Cornélius
1. 1 2  (fr) « Tome 1 », sur manga-news.com.
2. 1 2  (fr) « Tome 2 », sur manga-news.com.
3. 1 2  (fr) « Tome 3 », sur manga-news.com.